# Урочище Жовта круча
Урочище Жовта круча — ландшафтний заказник місцевого значення. Об'єкт розташований на території Оріхівського району Запорізької області, Орхівськке лісництво, квартал 36.
Площа — 86 га, статус отриманий у 1999 році.